# Erythrospermum candidum
Erythrospermum candidum är en tvåhjärtbladig växtart som först beskrevs av Odoardo Beccari, och fick sitt nu gällande namn av Odoardo Beccari. Erythrospermum candidum ingår i släktet Erythrospermum och familjen Achariaceae. Inga underarter finns listade i Catalogue of Life.